# Iosif Sjapiro
Iosif Sjapiro (russisk: Иосиф Соломонович Шапиро) (født 15. december 1907 i Minsk i det Russiske Kejserrige, død 23. maj 1989 i Moskva i Sovjetunionen) var en sovjetisk filminstruktør og manuskriptforfatter.

## Filmografi
- De tre fede mænd (Три толстяка, 1966)[1][2]